# Logo Anseba
Logo Anseba är ett distrikt i Eritrea.   Det ligger i regionen Gash-Barkaregionen, i den centrala delen av landet, 30 km väster om huvudstaden Asmara.